# Karunia Dewata
Karunia Dewata — плавуча установка з регазифікації та зберігання зрідженого природного газу (ЗПГ), споруджена для використання на індонезійському терміналі Беноа (острів Балі).
У 2016 році термінал Беноа ввели в експлуатацію із розташованим на баржі регазифікаційним модулем та ЗПГ-танкером Hai Yang Shi You 301, тимчасово пристосованим для використання як плавуче сховище. На заміну останньому у сінгапурської компанії PaxOcean замовили постійне плавуче сховище, котре отримало назву Karunia Dewata, при цьому безпосередньо роботи по спорудженню судна виконувала верфі Zhoushan Shipyard у Чжоушані (Китай).
В один із моментів власник термінала вирішив скористатись закладеною у контракт опцією та змонтувати на Karunia Dewata регазифікаційний модуль, внаслідок чого судно перетворилось на повноцінну плавучу установку зі зберігання та регазифікації ЗПГ (Floating storage and regasification unit, FSRU). Утім, на відміну від більшості таких установок, Karunia Dewata несамохідне, а тому не може виконувати функцію ЗПГ-танкера. Крім того, балійська установка має доволі малий об'єм резервуарів — 26 000 тис. м3 (4 танки типу С), та потужність з регазифікації лише 1,4 млн м3 на добу.
Судно завершили спорудженням у кінці 2018-го, після чого його відбуксирували до місця роботи на Балі.